# Willie Kivlichan
William Fulton „Willie“ Kivlichan (* 11. März 1886 in Galashiels; † 5. April 1937 in Dumfries) war ein schottischer Fußballspieler und Arzt. In den frühen 1900er Jahren spielte er für die beiden Old-Firm-Rivalen Rangers und Celtic.

## Karriere und Leben
Willie Kivlichan wurde in Galashiels in den Scottish Borders geboren. Er spielte Fußball zunächst für lokale Vereine in der Gegend von Dumfries und ging im Jahr 1905 nach Glasgow. Er begann ein Studium der Medizin an der University of Glasgow und spielte nebenbei in der Universitätsmannschaft. An der Universität lernte er seine spätere Ehefrau Gertrude McCusker kennen, die auch an einem Medizinstudium arbeitete. Noch im gleichen Jahr unterschrieb er einen Vertrag bei den Glasgow Rangers ohne zu wissen, dass er katholisch war. In zwei Jahren spielte Kivlichan in 20 Ligapartien der Division One für die „Rangers“ und erzielte sieben Tore. Er war zu dieser Zeit einer von drei Spielern katholischen Glaubens, die vor dem Ersten Weltkrieg für die „Rangers“ aufspielten. Später wurde eine ungeschriebene Regel im Verein eingeführt, die für mehrere Jahrzehnte andauerte, dass nur noch Protestanten im Trikot der „Rangers“ spielen dürfen.
Als der Rangers-Vorstand im 1907 erkannte, dass Kivlichan ein Katholik war, arrangierten sie einen Wechsel zum katholisch geprägten Rivalen Celtic Glasgow, wo es einen Tauschvertrag mit einer kleinen Vertragsfreigabegebühr von 50 £ mit dem protestantischen Angreifer Alec Bennett gab. Kivlichan, der Mitglied des Franziskaner Ordens war, erzielte bei seinem Debüt am 24. August 1907 in einer Ligabegegnung gegen Morton zwei Tore bei einem 3:2-Sieg. Im Februar 1908 erzielte der noch studierende Kivlichan einen weiteren Doppelpack, als er im schottischen Pokal gegen die Rangers (2:1) traf. Er verbrachte die vier folgenden Spielzeiten bei dem Verein und gewann drei Schottische Meisterschaften, zwei Pokalsiege und den Glasgow Cup.
Ab 1911 spielte er bis zum Ausbruch des Ersten Weltkriegs drei Spielzeiten lang regelmäßig in England für Bradford Park Avenue unter dem ehemaligen Celtic-Spieler Tom Maley. In der Saison 1913/14 gelang der Aufstieg in die erste Liga.
Während des Krieges diente Kivlichan als Leutnant im Royal Army Medical Corps, das den King’s African Rifles angegliedert war. Im August 1918 wurde er schwer verwundet, erholte sich aber von der Kriegsverletzung. Ab September 1920 ging er zurück in die Scottish Borders, wo er für die Reserve von Queen of the South spielte.
Später wurde er Mannschaftsarzt bei Celtic. Er war an der Seite von Celtic-Torhüter John Thomson, als dieser am 5. September 1931 nach einer Verletzung starb, die er sich in einem Old-Firm-Spiel zugezogen hatte. Danach arbeitete Kivlichan als Polizeiarzt.
Kivlichan starb am 5. April 1937 im Alter von 51 Jahren an einem Herzinfarkt.

## Erfolge
mit Celtic Glasgow:
- Glasgow Cup (2): 1908, 1910
- Schottischer Pokalsieger (2): 1908, 1911
- Schottischer Meister (3): 1908, 1909, 1910